# Rosice u Brna
Rosice u Brna – przystanek kolejowy w miejscowości Rosice, w kraju południowomorawskim, w Czechach. Znajduje się na wysokości 310 m n.p.m.
W budynku przystanku znajdują się kasy biletowe, w którym można zakupić bilety i zarezerwować miejsca na wszystkie pociągi.

## Linie kolejowe
- 240 Brno - Jihlava